# Luis Daoíz
Luis Daoíz y Torres est un militaire espagnol né le 10 février 1767 à Séville et mort le 2 mai 1808 à Madrid. Il est connu pour avoir participé avec Pedro Velarde au soulèvement du Dos de Mayo contre les troupes napoléoniennes qui occupaient Madrid.

## Origines
Luis Daoiz est issu d'une ancienne famille de militaires espagnols, dont le nom était à l'origine D'Aoiz, du nom de la ville d'Aoiz en Navarre.

## Soulèvement du Dos de Mayo
Lors de l'insurrection du 2 mai 1808, Daoíz rejoint Velarde pour défendre le peuple madrilène contre les troupes de Murat, désobéissant ainsi à l'ordre qui avait été donné aux troupes espagnoles de rester dans leur caserne et d'éviter les affrontements avec les Français. Velarde et Daoíz meurent tous les deux en défendant le parc de Monteleón avec les citoyens qu'ils avaient armés.